# Wishbone Ridge
Wishbone Ridge är en bergstopp i Antarktis. Den ligger i Västantarktis. Nya Zeeland gör anspråk på området. Toppen på Wishbone Ridge är 397 meter över havet.
Terrängen runt Wishbone Ridge är varierad, och sluttar norrut. Trakten är obefolkad. Det finns inga samhällen i närheten. 